# كيث دي لاسي
كيث دي لاسي هو سياسي أسترالي، ولد في 7 أغسطس 1940 في كيرنز في أستراليا. نشط حزبياً في حزب العمال الأسترالي. وقد انتخب وزير مالية كوينزلاند ‏ وانتخب عضو المجلس التشريعي لولاية كوينزلاند ‏.